# Василишине (заказник)
Васили́шине — орнітологічний заказник місцевого значення в Україні. Розташований у межах Новоселицького району Чернівецької області, на північний захід від села Рідківці. 
Площа 22 га. Статус надано згідно з рішенням 6-ї сесії обласної ради ХХІІІ скликання від 10.03.1999 року № 14-6/99. Перебуває у віданні Рідківської сільської ради. 
Статус надано з метою збереження місць гніздування (луки на пагористій місцевості) деркача — виду, занесеного до Червоного списку МСОП.
.